# ثبت جنگ گنپی
ثبت جنگ گنپی (به ژاپنی: 源平闘諍録 げんぺいとうじょうろく) نوعی گونکی مونوگاتاری و نسخه‌ای از داستان هیکه به‌شمار می‌آید.
به‌طور تقریبی حدود یک چهارم نمایشنامه‌های عروسکی کابوکی و بونراکو از حوادث نبرد بین خاندان‌های میناموتو و تایرا سرچشمه گرفته‌است. حوادث بسیار و طوفانی در قرن یازدهم و دوازدهم و شخصیت‌های گوناگون تاریخی این دوران منبع بسیار گرانبهایی برای نقالان و نمایشنامه نویسان ژاپن بوده‌است. درونمایه هر دو اثر در مورد نبرد بین دو خاندان پیروزی خاندان میناموتو و نابودی تراژیک خاندان تایرا است.